# Southborough
Southborough is een civil parish in het bestuurlijke gebied Tunbridge Wells, in het Engelse graafschap Kent. De plaats telt 12.06 inwoners.

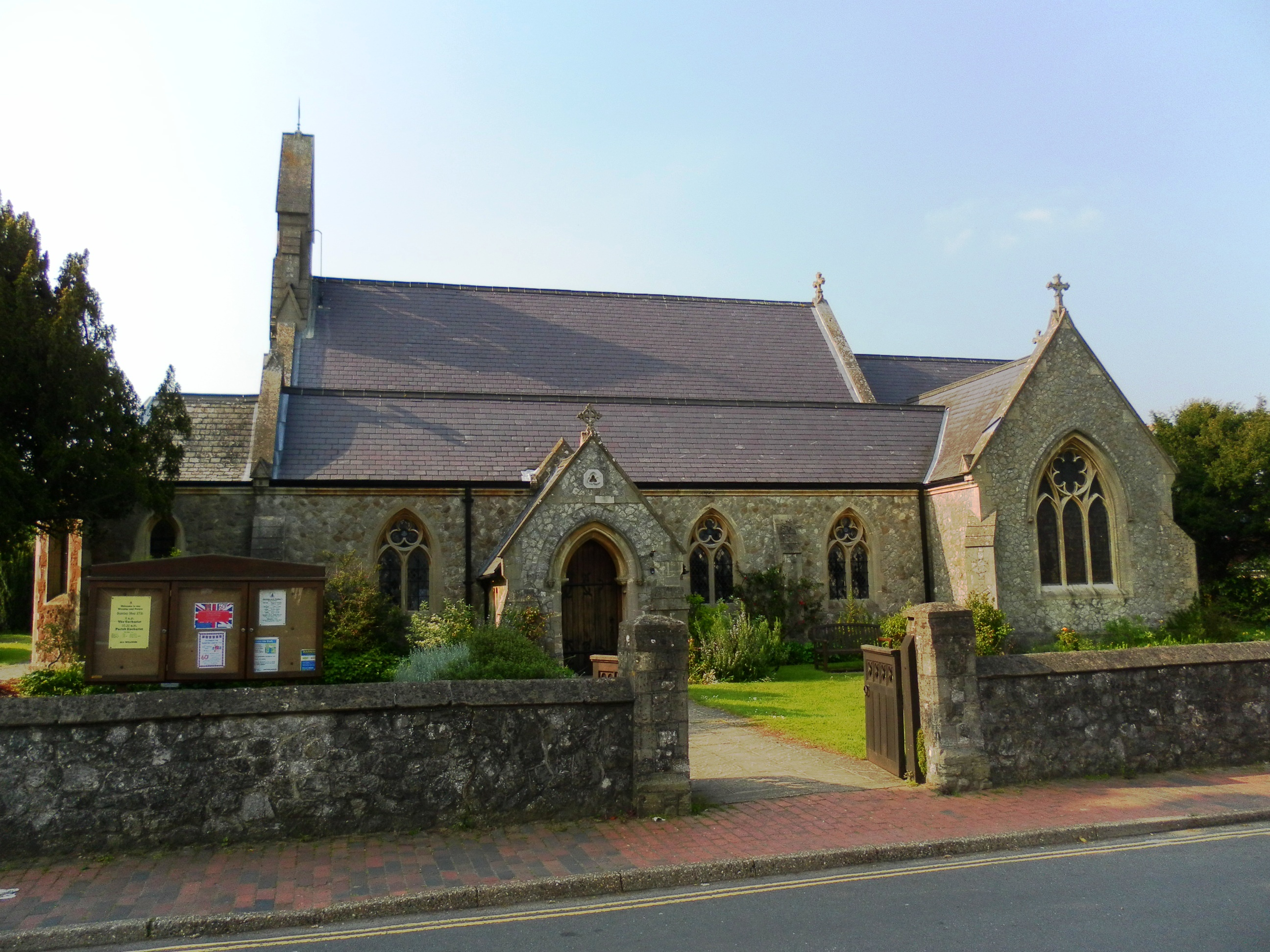
St Thomas's Church